# جيمي ليتل (نجار)
جيمي ليتل (بالإنجليزية: Jimmy Little)‏ هو نجار أمريكي، ولد في 14 يناير 1976 في ودبريدغ في الولايات المتحدة.

## وصلات خارجية
- جيمي ليتل على موقع IMDb (الإنجليزية)